# Live CD

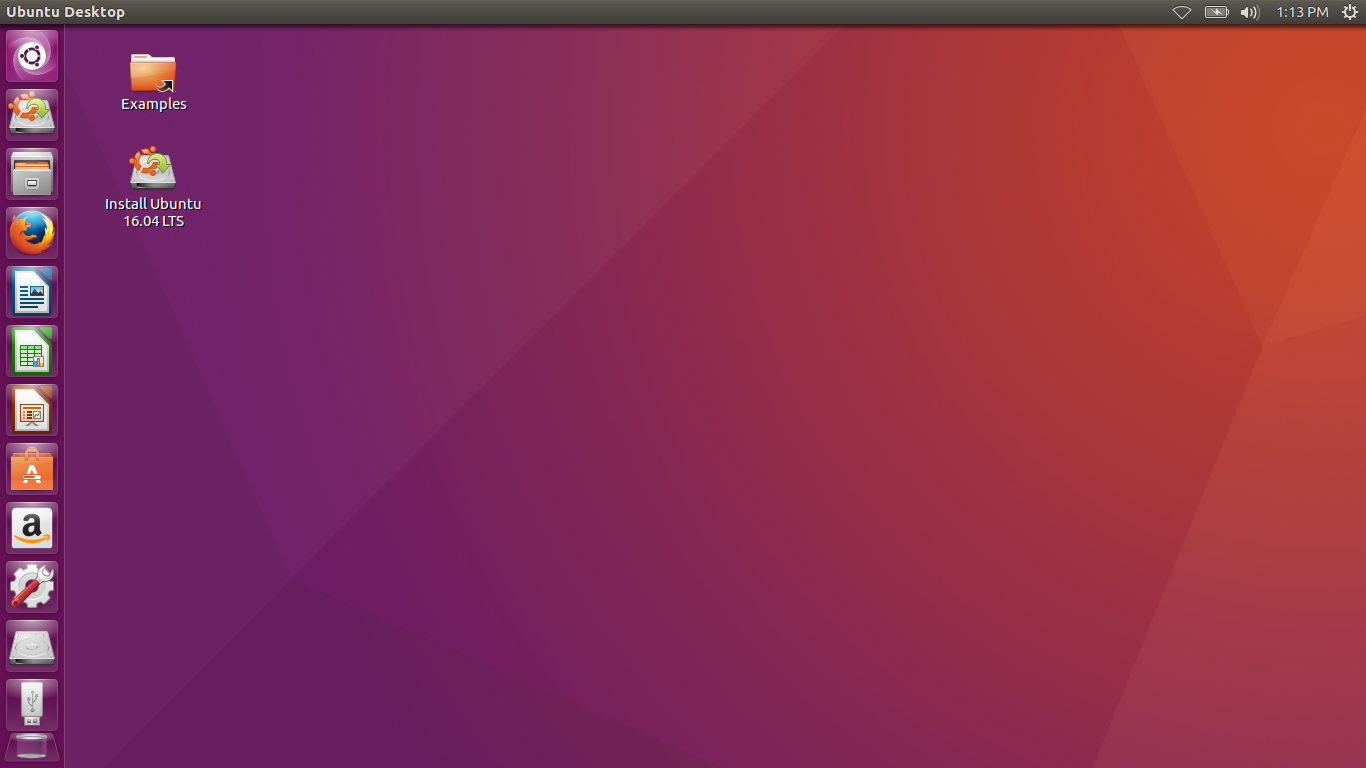
Ubuntu 16.04 đang chạy trên một live DVD, với môi trường desktop Unity

Một live CD hoặc live DVD là một cài đặt máy tính có thể khởi động hoàn chỉnh bao gồm hệ điều hành chạy trực tiếp từ CD-ROM hoặc thiết bị lưu trữ tương tự vào bộ nhớ của máy tính, thay vì tải từ ổ đĩa cứng. Một Live CD cho phép người dùng chạy một hệ điều hành cho bất kỳ mục đích nào mà không cần cài đặt hoặc thực hiện bất kỳ thay đổi nào đối với cấu hình của máy tính. Các Live CD có thể chạy trên một máy tính mà không cần lưu trữ thứ cấp, chẳng hạn như ổ đĩa cứng, hoặc với một ổ đĩa cứng hoặc hệ thống file bị hỏng, cho phép khôi phục dữ liệu.
Khi ổ đĩa CD và DVD dần dần bị loại bỏ, các live CDtrở nên ít phổ biến hơn, được thay thế bằng live USB, là hệ thống tương đương được ghi vào ổ đĩa flash USB, có thêm lợi ích là có khả năng lưu trữ có thể ghi. Chức năng của đĩa live CD  cũng có sẵn với ổ đĩa flash liveUSB có thể khởi động hoặc ổ đĩa cứng gắn ngoài được kết nối bằng USB. Nhiều liveCD cung cấp tùy chọn duy trì bằng cách ghi các file vào ổ cứng hoặc ổ flash USB.
Nhiều bản phân phối Linux tạo một ảnh ISO có sẵn để burn vào CD hoặc DVD. Trong khi Hệ điều hành nguồn mở có thể được sử dụng miễn phí, một số phần mềm thương mại, chẳng hạn như Windows To Go yêu cầu một giấy phép để sử dụng. Nhiều Live CDđược sử dụng để khôi phục dữ liệu, pháp y máy tính, chụp ảnh đĩa, khôi phục hệ thống và loại bỏ phần mềm độc hại. Hệ điều hành Tails nhằm mục đích bảo vệ sự riêng tư và ẩn danh của người dùng, cho phép họ làm việc với các tài liệu nhạy cảm mà không để lại hồ sơ trên ổ cứng máy tính.

## Lịch sử

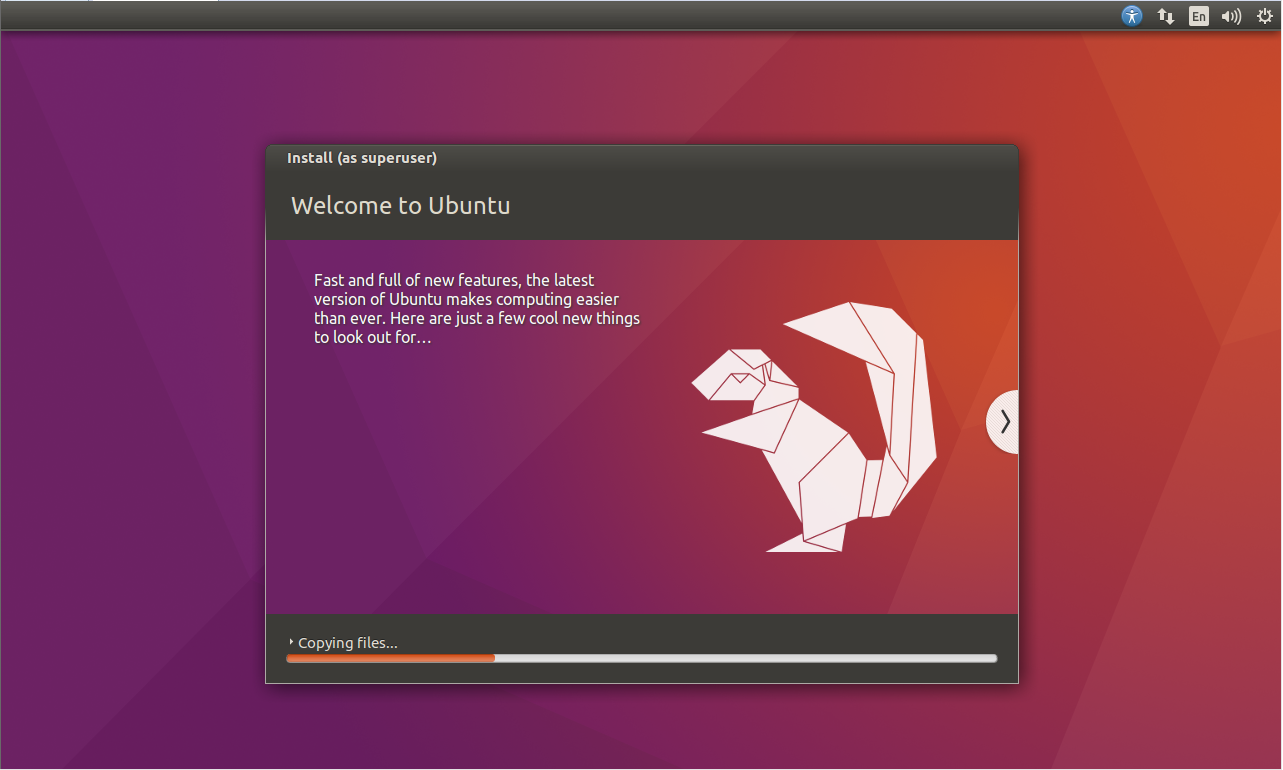
Cài đặt từ Ubuntu 16.04 live DVD

Tất cả các máy tính ngoại trừ các máy tính kỹ thuật số đầu tiên được chế tạo với một số dạng loader tích hợp tối thiểu, loader này tải một chương trình hoặc các chương trình kế tiếp từ một phương tiện lưu trữ, sau đó vận hành máy tính. Ban đầu, một phương tiện chỉ đọc như băng đục lỗ hoặc thẻ đục lỗ được sử dụng để tải chương trình ban đầu. Với sự ra đời của phương tiện lưu trữ đọc-ghi rẻ tiền, đĩa mềm và đĩa cứng đọc-ghi được sử dụng làm phương tiện khởi động.
Sau khi ra đời đĩa compact âm thanh, nó đã được điều chỉnh để sử dụng như một phương tiện lưu trữ và phân phối một lượng lớn dữ liệu máy tính. Dữ liệu này cũng có thể bao gồm phần mềm ứng dụng và hệ điều hành, đôi khi được đóng gói và lưu trữ ở định dạng nén. Sau đó, người ta thấy cách khởi động máy tính trực tiếp từ đĩa compact rất tiện lợi và hữu ích, thường chỉ cần một hệ thống làm việc tối thiểu là có thể cài đặt toàn bộ hệ thống vào ổ cứng. Mặc dù có đĩa quang đọc-ghi, nhưng đĩa chỉ đọc hoặc đĩa ghi một lần được sản xuất hàng loạt đã được sử dụng cho mục đích này..
Các ổ đĩa Compact Disc đầu tiên trên máy tính cá nhân thường quá chậm để chạy các hệ điều hành phức tạp;máy tính không được thiết kế để khởi động từ đĩa quang.Khi hệ điều hành được phân phối trên đĩa compact, đĩa mềm khởi động hoặc chính đĩa CD sẽ khởi động cụ thể và chỉ để cài đặt vào ổ cứng. LiveCD đầu tiên và lâu đời nhất trên thế giới là FM Towns OS được phát hành lần đầu tiên vào năm 1989, trước khi phát hành Macintosh System 7 năm 1991 và Yggdrasil Linux năm 1992. 

### Linux

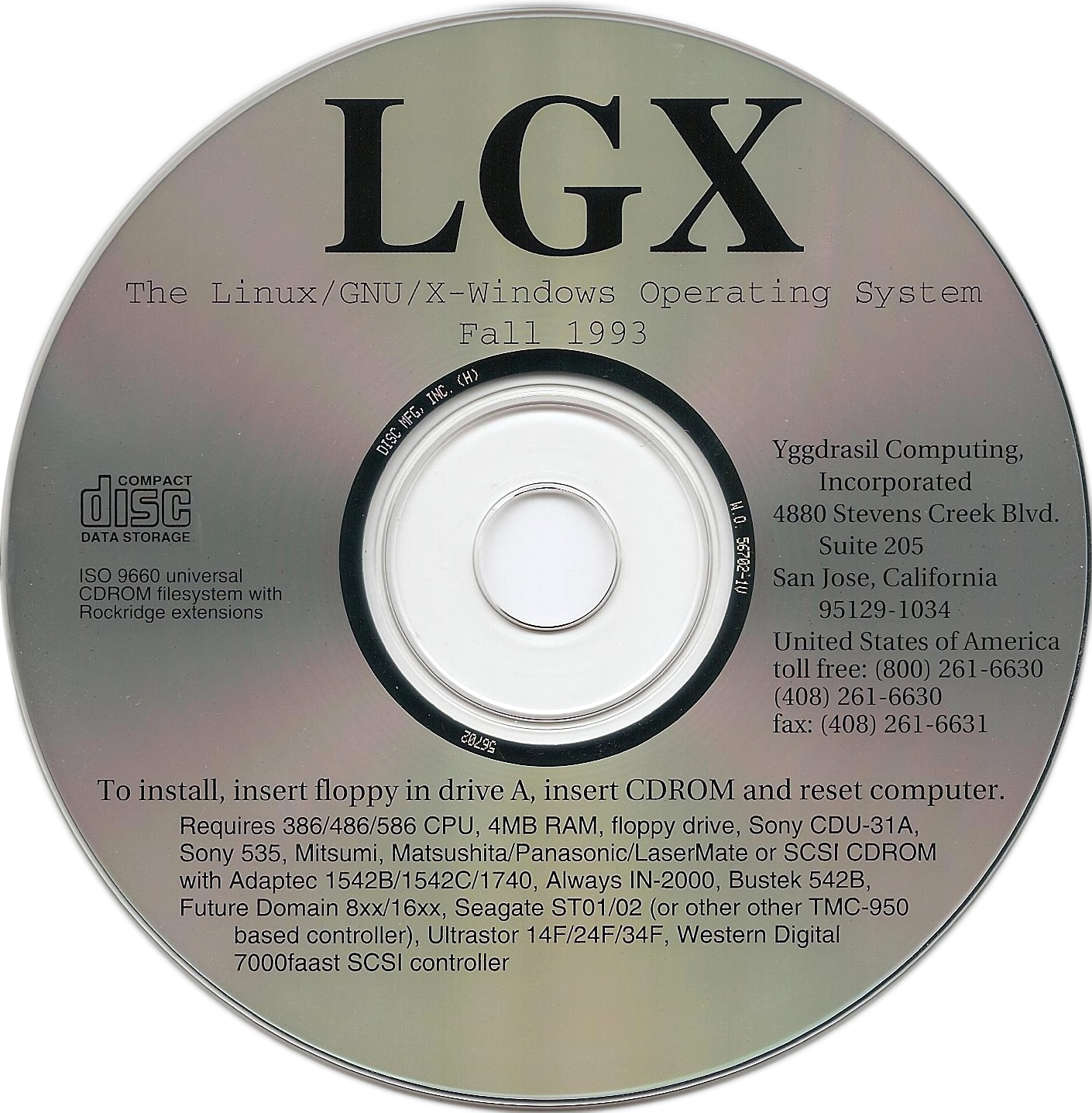
CD-ROM của bản phân phối LGX Yggdrasil Linux "Fall 1993"

Mặc dù các nhà phát triển và người dùng ban đầu của các bản phân phối được xây dựng trên Linux kernel có thể tận dụng lợi thế của đĩa quang rẻ và giá ổ đĩa CD cho máy tính cá nhân đang giảm nhanh chóng, nhưng CD phân phối Linux hoặc "bản phân phối" thường được coi là một tập hợp các gói cài đặt. trước tiên cần được cài đặt vĩnh viễn vào đĩa cứng trên máy mục tiêu
Tuy nhiên, trong trường hợp các bản phân phối này được xây dựng trên Linux kernel, hệ điều hành tự do đang gặp phải sự phản kháng trên thị trường tiêu dùng vì nhận thấy khó khăn, nỗ lực và rủi ro liên quan đến việc cài đặt song song một phân vùng bổ sung trên đĩa cứng, với hệ điều hành hiện có.
Thuật ngữ "live CD" được đặt ra bởi vì, sau khi RAM PC điển hình đủ lớn và ổ đĩa CD tốc độ 52x và ổ ghi CD phổ biến rộng rãi trong những người dùng PC, thì việc khởi động hạt nhân và chạy X11, một trình quản lý cửa sổ và GUI cuối cùng đã trở nên thuận tiện và thiết thực trực tiếp từ đĩa CD mà không làm ảnh hưởng đến hệ điều hành trên đĩa cứng.
Đây là một tình huống mới và khác biệt đối với Linux so với các hệ điều hành khác, bởi vì các bản cập nhật / nâng cấp được phát hành quá nhanh, các bản phân phối và phiên bản khác nhau được cung cấp trực tuyến, và đặc biệt là do người dùng đang ghi đĩa CD của riêng họ.
'Live CD' dựa trên Linux đầu tiên là Yggdrasil Linux được phát hành lần đầu tiên ở dạng beta trong khoảng 1992 ~ 1993 (ngừng sản xuất năm 1995), mặc dù trên thực tế, chức năng của nó bị cản trở do thông lượng thấp của các ổ CD-ROM lúc đó. DemoLinux, phát hành năm 1998, là bản phân phối Linux đầu tiên được thiết kế đặc biệt dưới dạng đĩa live CD. Danh thiếp có thể khởi động Linuxcare, được phát hành lần đầu tiên vào năm 1999, là Live CD đầu tiên tập trung vào quản trị hệ thống và là lần đầu tiên được phân phối ở dạng danh thiếp có thể khởi động. Tính đến  năm 2015, Finnix (phát hành lần đầu năm 2000) là Live CD lâu đời nhất vẫn đang được sản xuất. Knoppix, một bản phân phối dựa trên Debian Linux phát hành năm 2003, và nhận thấy sự phổ biến như một hệ thống đĩa cứu hộ và như một bản phân phối chính trong chính nó
Kể từ năm 2003, sự phổ biến của đĩa live CD đã tăng lên đáng kể, một phần là do các script và bản làm lại của Linux Live, giúp dễ dàng xây dựng các hệ thống live tùy chỉnh. Hầu hết các bản phân phối Linux phổ biến hiện nay đều có biến thể live CD, trong một số trường hợp, đây cũng là phương tiện cài đặt được ưu tiên.

## Sử dụng

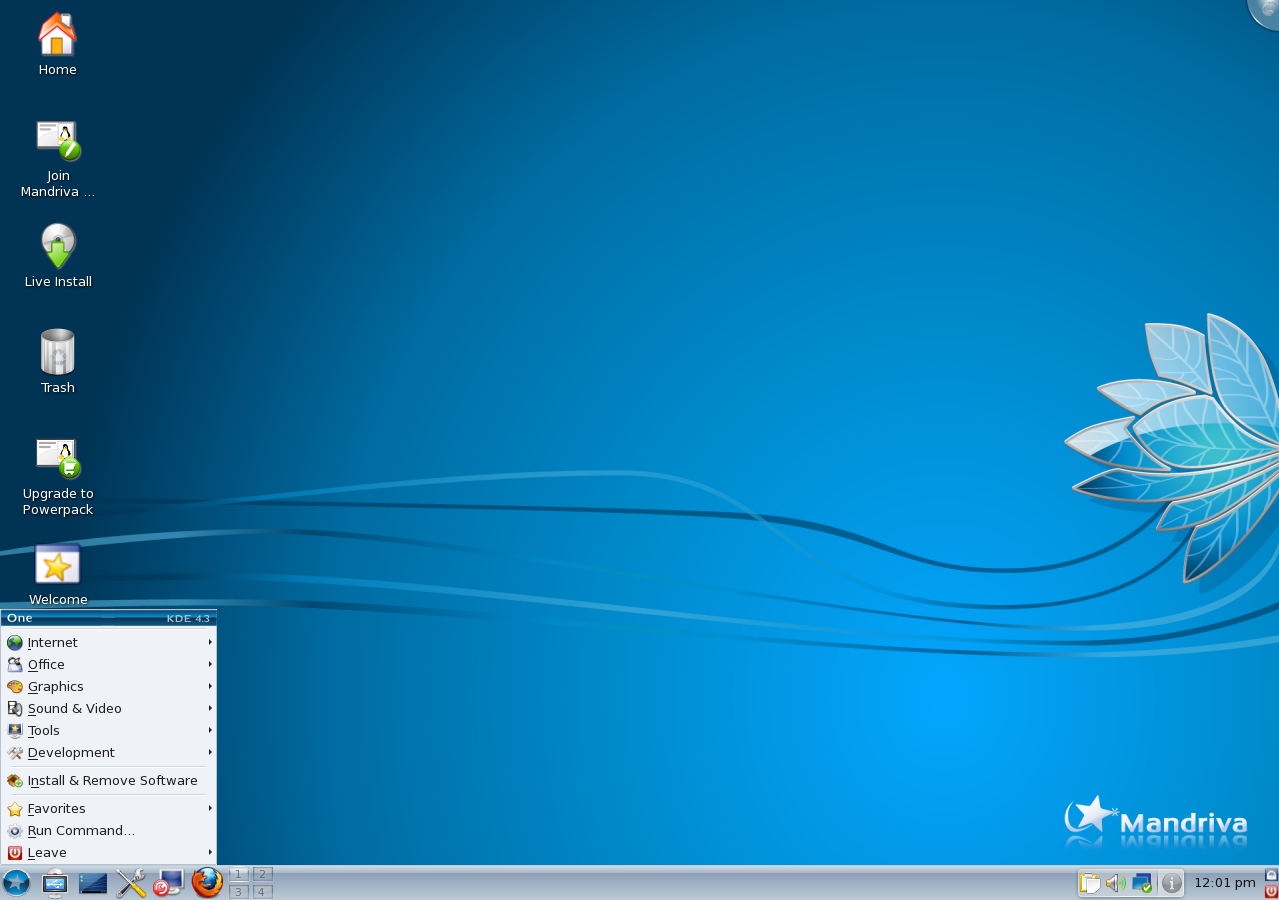
Live CD của Mandriva 2010

Live CD được tạo ra cho nhiều mục đích sử dụng khác nhau. Một số được thiết kế để chứng minh hoặc "test thử" một hệ điều hành cụ thể (thường là Linux hoặc một hệ điều hành tự do nguồn mở khác). Phần mềm có thể được kiểm tra hoặc chạy cho một mục đích sử dụng cụ thể mà không can thiệp vào thiết lập hệ thống. Dữ liệu trên hệ thống không hoạt động bình thường do các vấn đề về hệ điều hành và phần mềm có thể được cung cấp; ví dụ: dữ liệu có thể được khôi phục từ một máy bị nhiễm vi-rút đang hoạt động mà không cần quá trình vi-rút đang hoạt động và gây ra nhiều thiệt hại hơn và vi-rút có thể bị loại bỏ với các biện pháp bảo vệ chống lại việc loại bỏ bỏ qua.
Mặc dù một số đĩa live CDcó thể tải vào bộ nhớ để giải phóng ổ đĩa quang cho các mục đích sử dụng khác, việc tải dữ liệu từ CD-ROM vẫn chậm hơn so với khởi động ổ cứng thông thường, do đó, điều này hiếm khi được mặc định với các ảnh CD trực tiếp lớn, nhưng với các ảnh live CD tải hệ thống tệp trực tiếp vào RAM có thể tăng hiệu suất đáng kể,vì RAM nhanh hơn nhiều so với ổ cứng và sử dụng ít năng lượng hơn. Người dùng có kinh nghiệm của hệ điều hành cũng có thể sử dụng đĩa live CD để xác định xem một hệ điều hành hoặc phiên bản cụ thể có tương thích với cấu hình phần cứng cụ thể và các thiết bị ngoại vi nhất định hay không, hoặc như một cách để biết trước máy tính hoặc thiết bị ngoại vi nào sẽ hoạt động trước khi mua. Một live CD có thể được sử dụng để khắc phục sự cố phần cứng, đặc biệt là khi ổ cứng bị lỗi và nói chung là đĩa khôi phục trong trường hợp có sự cố. Một số đĩa CD trực tiếp có thể lưu tệp do người dùng tạo trong phân vùng Windows, ổ USB, ổ mạng hoặc phương tiện có thể truy cập khác. Đĩa CD sao lưu trực tiếp có thể tạo hình ảnh ổ đĩa và sao lưu file mà không gặp sự cố do file đang mở và tập hợp không nhất quán.
Một số công dụng bổ sung bao gồm:
- cài đặt một bản phân phối Linux lên ổ cứng
- pháp y máy tính
- quét Virus và gỡ bỏ các Malware[4]
- sửa chữa hệ thống và khôi phục dữ liệu
- kiểm thử phiên bản mới của phần mềm
- liệt kê và kiểm tra phần cứng[5]
- Các ki-ốt Internet và máy tính công cộng, có thể được đưa về trạng thái ban đầu bằng cách khởi động lại
- môi trường an ninh cao/không xâm phạm cho khách
- bẻ khóa, đánh cắp và thay đổi mật khẩu
- kiểm tra an ninh mạng
- là hệ điều hành chính hoặc hệ điều hành dự phòng cho bất kỳ máy tính nào
- phân vùng máy tính nhanh chóng và đơn giản[6]
- chơi trò chơi điện tử hoặc chạy các ứng dụng yêu cầu hệ điều hành khác
- cung cấp nền tảng máy chủ an toàn, nơi các file quan trọng không thể bị thay đổi vĩnh viễn
- cung cấp một nền tảng an toàn, đáng tin cậy để thực hiện các nhiệm vụ có tính dễ bị tổn thương cao như internet banking;
- Bỏ qua kiểm soát của phụ huynh và các hạn chế khác

Một số đĩa live CD dành riêng cho loại ứng dụng cụ thể theo yêu cầu của cộng đồng người dùng chuyên đề. Những đĩa CD này được thiết kế phù hợp với nhu cầu của các ứng dụng trong chủ đề bao gồm cả kiến thức chung, hướng dẫn, thông số kỹ thuật và cả dữ liệu dùng thử.

### Phần mềm thiết bị

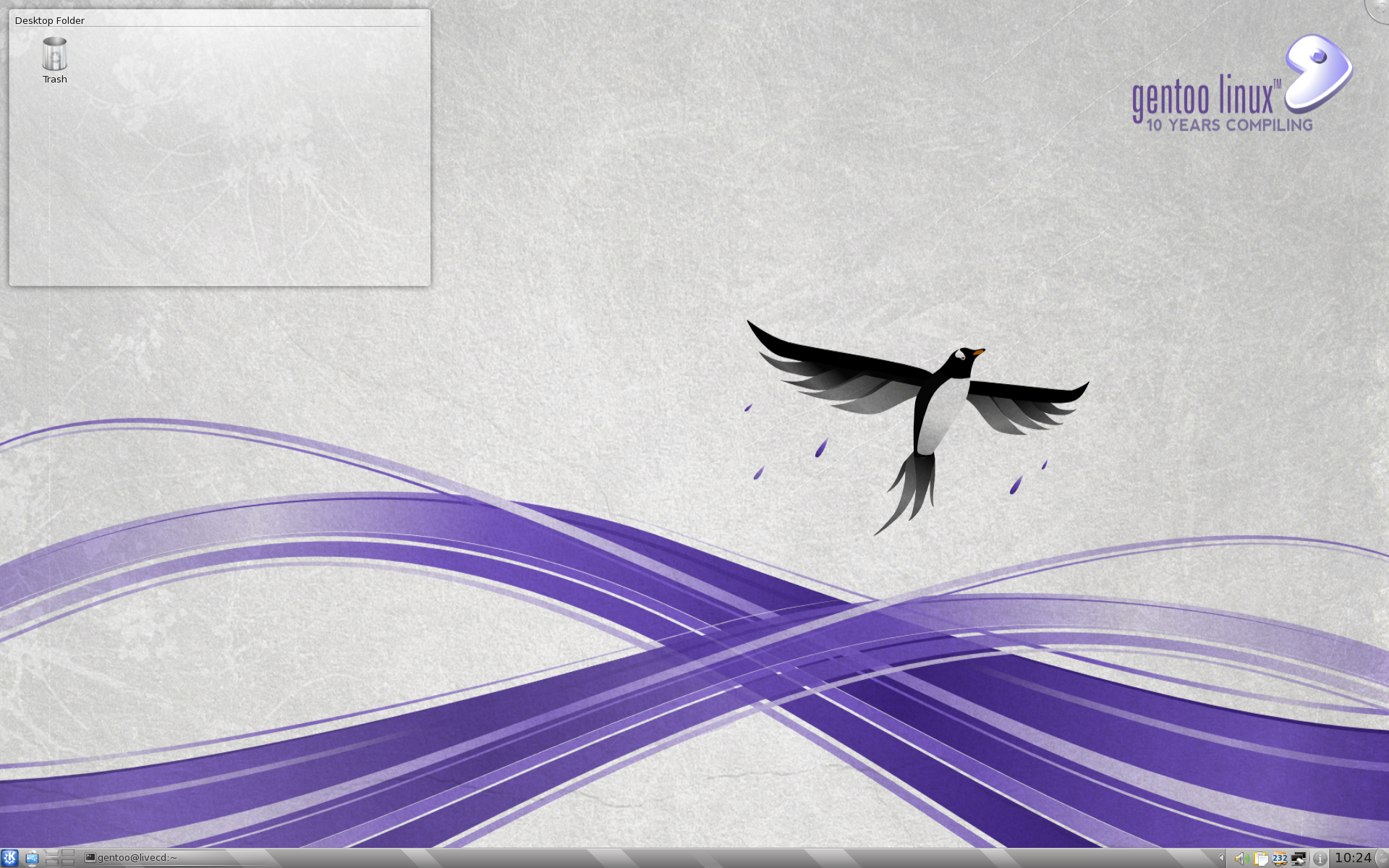
Live CD của Gentoo Linux

Đóng gói thiết bị phần mềm dưới dạng đĩa live CD có thể cài đặt hoặc live ISO, thường có thể có lợi vì một hình ảnh duy nhất có thể chạy trên cả phần cứng thực và trên hầu hết các loại máy ảo.
Điều này cho phép các nhà phát triển tránh những phức tạp liên quan đến việc hỗ trợ nhiều định dạng ảnh máy ảo không tương thích và thay vào đó tập trung vào mẫu chung thấp nhất.
Thông thường sau khi khởi động máy từ đĩa live CD, thiết bị sẽ chạy ở chế độ demo không liên tục hoặc tự cài đặt, theo yêu cầu của người dùng, vào thiết bị lưu trữ có sẵn.

### Gắn mà không burn

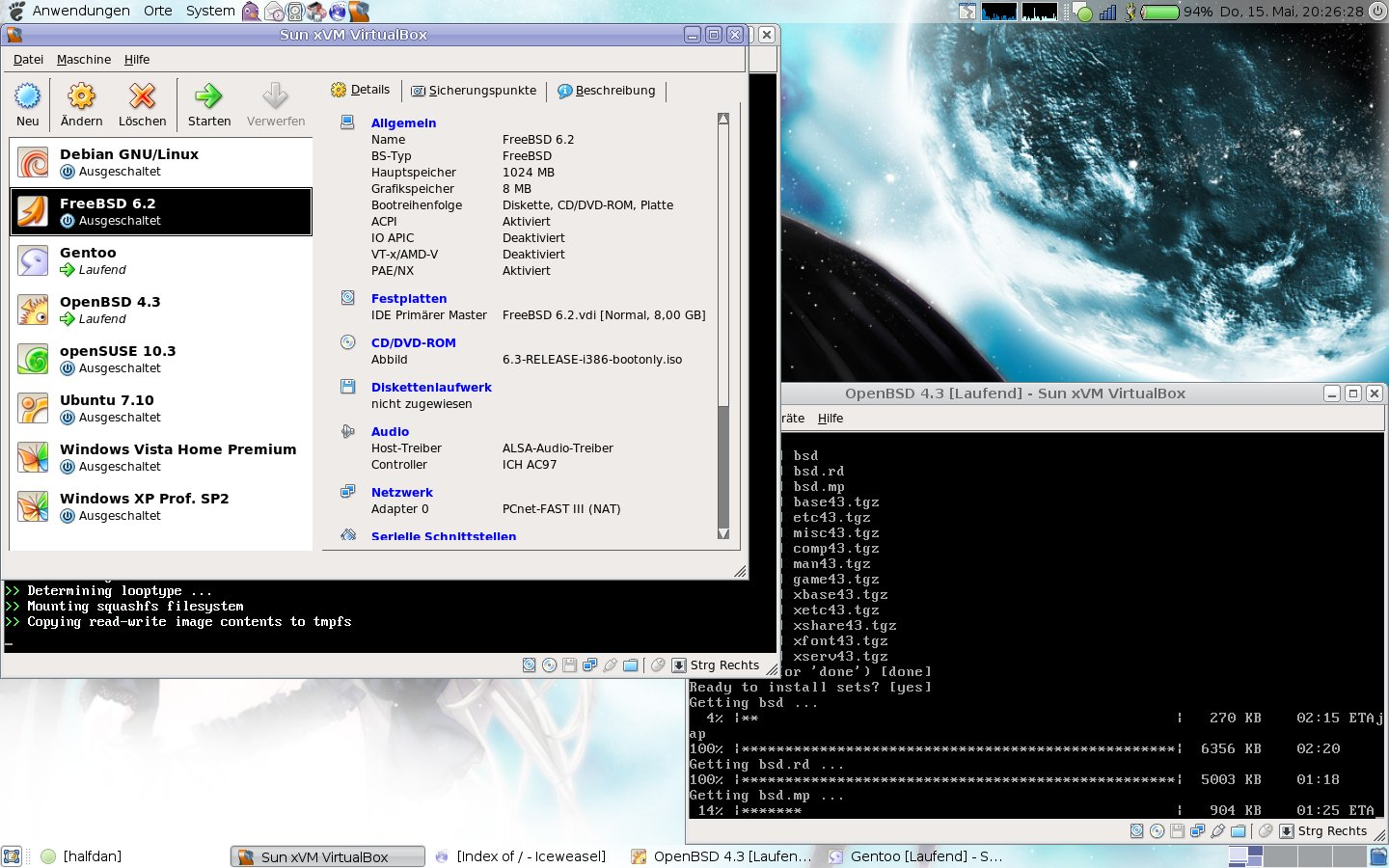
Virtual OpenBSD machine configuration in VirtualBox with live image file (6.3-Release-i386-bootonly.iso)

Các file trên ảnh ISO live CD có thể được truy cập trong Microsoft Windows bằng trình giả lập ảnh đĩa như Daemon Tools hoặc trong các biến thể Unix bằng cách gắn thiết bị vòng lặp. Các phiên bản mới hơn của Windows (tức là Windows 8 trở lên) và phần mềm có sẵn cho các phiên bản trước đó, cho phép gắn ISO dưới dạng ổ đĩa ảo.
Sau khi gắn hệ thống tập tin của đĩa live CD phần mềm trên đĩa  live CD có thể được chạy trực tiếp mà không cần khởi động nó, bằng cách chrooting vào hệ thống tập tin được gắn kết.
Hình ảnh ISO CD trực tiếp cũng có thể được gắn bằng phần mềm máy ảo như VirtualBox và VMware Workstation hoặc có thể được chuyển đổi thành Live USB bằng SYSLINUX. Các công cụ đặc biệt có thể tự động hóa quá trình này.

## Tính năng

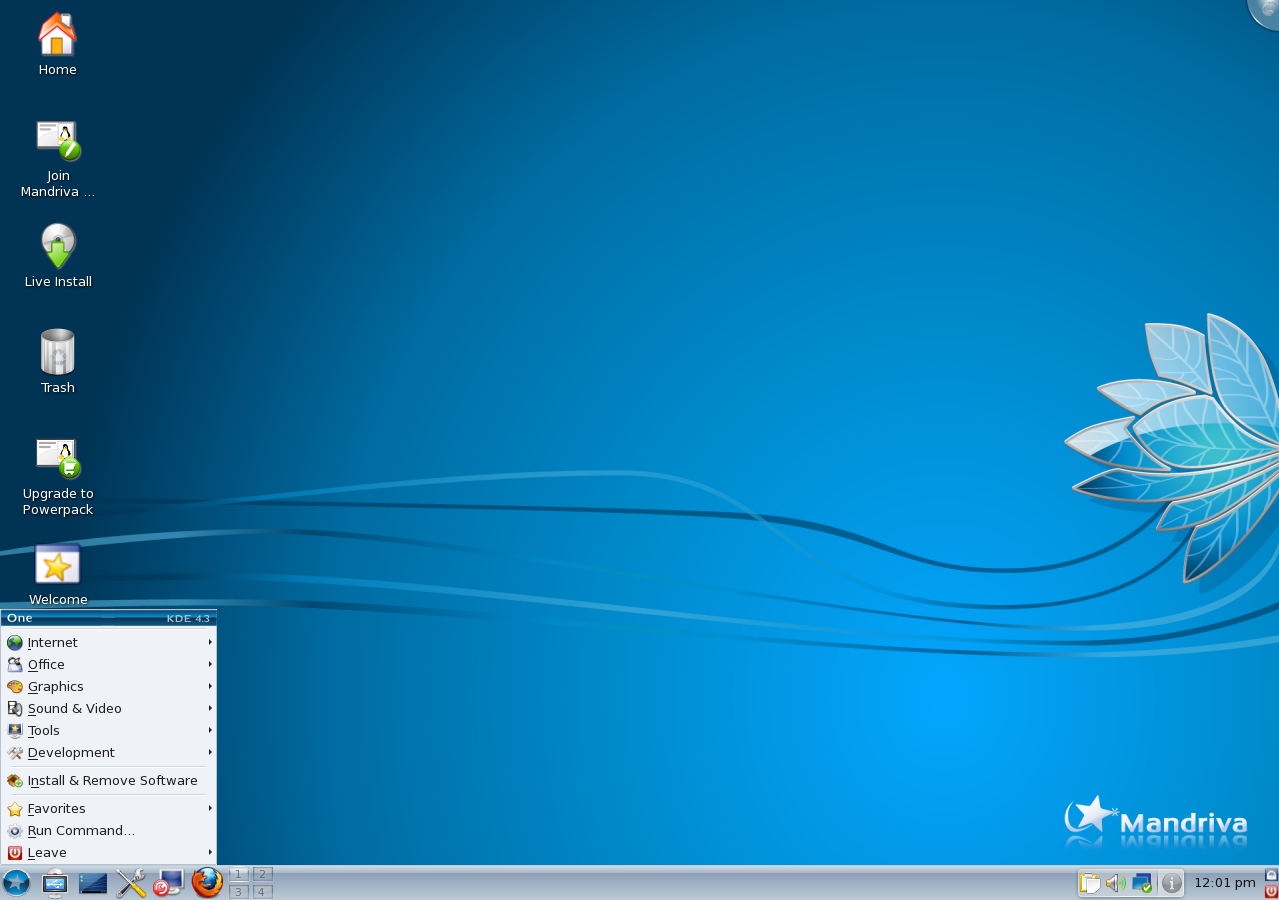
Live CD của Mandriva 2010

Trong quá trình khởi tạo live CD, người dùng thường có thể sử dụng một hoặc nhiều mã khởi động để thay đổi hành vi khởi động. Chúng khác nhau giữa các bản phân phối nhưng hầu hết có thể được truy cập vào màn hình khởi động đầu tiên bằng một trong các phím chức năng.
Một số đĩa live CD đi kèm với tiện ích cài đặt có thể truy cập được từ biểu tượng trên màn hình, có thể tùy chọn cài đặt hệ thống trên ổ cứng hoặc ổ flash USB. Hầu hết các đĩa live CD scó thể truy cập thông tin trên ổ cứng nội bộ và/hoặc bên ngoài, đĩa mềm và ổ đĩa flash USB.
Đĩa live CD thường được phân phối trên phương tiện chỉ đọc, yêu cầu sao chép sang phương tiện có thể ghi lại được (tức là ổ cứng hoặc đầu ghi CD) hoặc hoàn thành việc làm lại để cài đặt phần mềm bổ sung; tuy nhiên, vẫn có những ngoại lệ. Nếu Puppy Linux được ghi vào phương tiện đa nhiệm mở, các thay đổi được thực hiện trong quá trình sử dụng (chẳng hạn như tệp được tạo, chương trình được cài đặt và tùy chọn tùy chỉnh) sẽ được ghi trong một phiên mới vào phương tiện khởi động vẫn tồn tại qua các lần khởi động tiếp theo.
Thuật ngữ "Live CD" được sử dụng cho bất kỳ đĩa CD nào chứa hệ điều hành và phần mềm có thể chạy mà không cần cài đặt trên máy tính chủ. Hệ điều hành có thể được sử dụng trực tiếp bao gồm AmigaOS 4, Amithlon, AROS, FreeBSD, FreeDOS, classic Mac OS, macOS, đĩa cài đặt và sửa chữa Microsoft Windows, OS/2, ReactOS, NetBSD, OpenBSD, MINIX 3, Plan 9 from Bell Labs, MorphOS, OpenSolaris, BeleniX và những bản khác dựa trên Solaris. Có các phiên bản bảo trì của Microsoft Windows có thể khởi động từ CD như BartPE, Windows PE, và Microsoft Diagnostics and Recovery Toolset (DaRT), trước đây được gọi là Emergency Repair Disk Commander (ERD Commander).
Hệ điều hành máy tính cá nhân đầu tiên trên đĩa CD hỗ trợ các hoạt động "live" có thể là AmigaOS, hệ điều hành này có thể được khởi động từ CD trên Amiga CDTV năm 1990.. Các ví dụ trước đó về hệ điều hành live tất nhiên là hệ điều hành được sử dụng từ đĩa mềm và phổ biến rộng rãi nhất là DOS.

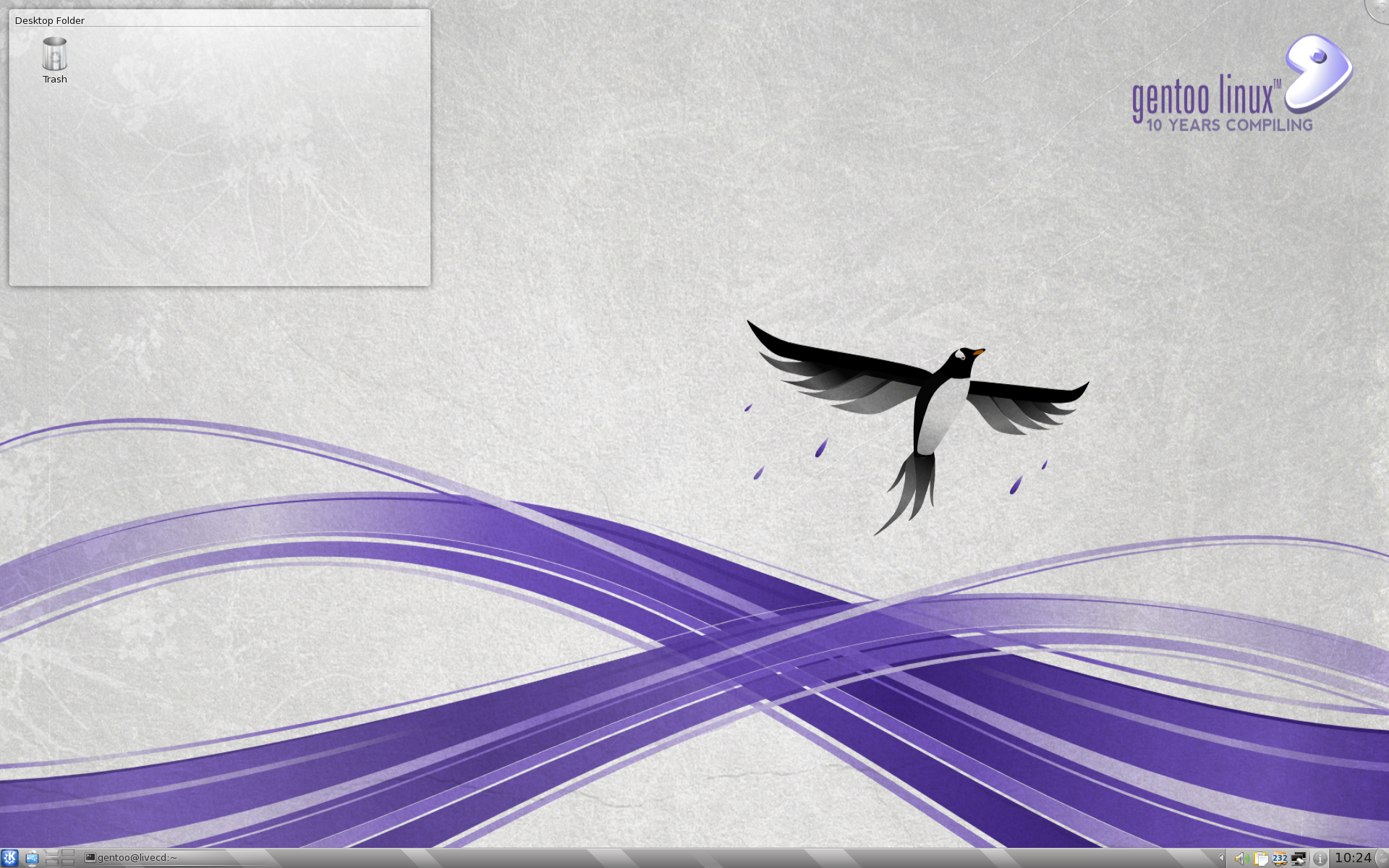
Live CD của Gentoo Linux

Tuy nhiên, không giống như các hệ điều hành trước đây trên đĩa quang, "live CD" Linux và OS/2 được thiết kế đặc biệt để chạy mà không cần cài đặt trên các phương tiện khác như ổ cứng. Khái niệm live CD nhằm mục đích quảng bá Linux và giới thiệu khả năng của hệ điều hành tự do nguồn mở trên các máy tính cá nhân thông thường đã được cài đặt sẵn. 
Trên PC, đĩa CD có khả năng khởi động thường tuân theo đặc tả kỹ thuật El Torito, ira mắt năm 1994. Nhiều đĩa live CD dựa trên Linux sử dụng hình ảnh hệ thống file nén, thường có trình điều khiển lặp lại nén cloop hoặc hệ thống file nén squashfs, thường tăng gấp đôi dung lượng lưu trữ hiệu quả, mặc dù khởi động ứng dụng chậm.
Môi trường kết quả có thể khá phong phú: các hệ thống Knoppix điển hình bao gồm khoảng 1.200 gói phần mềm riêng biệt. Live CD nổi tiếng về việc hỗ trợ chức năng plug-and-play và tự động cấu hình nâng cao. Điều này là cần thiết để tránh yêu cầu người dùng cấu hình hệ thống mỗi khi khởi động và để những người mới làm quen với hệ điều hành dễ dàng sử dụng.

## Creation
Một hệ thống file chỉ đọc, giống như trên một CD-ROM có nhược điểm là không thể lưu bất kỳ dữ liệu làm việc hiện tại nào. Vì lý do này, hệ thống file chỉ đọc thường được hợp nhất với hệ thống file tạm thời có thể ghi dưới dạng đĩa RAM. Thường thì các thư mục Linux mặc định "/home" (chứa file cá nhân và file cấu hình của người dùng) và "/var" (chứa dữ liệu biến) được lưu trong đĩa ram, vì hệ thống cập nhật chúng thường xuyên. Puppy Linux và một số đĩa live CD khác cho phép cấu hình và các file thêm vào được ghi và sử dụng trong các sessions sau.
Trong đĩa live CD hiện đại, hệ thống file chỉ đọc được hợp nhất với ổ đĩa RAM bằng các kỹ thuật  transparent như UnionFS, AuFS hay EWF. Boot loaders giống như syslinux có thể khởi động các file ISO từ thiết bị bộ nhớ USB.
Live CD phải có khả năng phát hiện và sử dụng nhiều loại phần cứng (bao gồm cả card mạng, card đồ họa, v.v.) trong thời gian thực, thường sử dụng các phương tiện như udev, hotplug, hal, udisk vv. là một phần phổ biến của tất cả bản phân phối dựa trên Linux kernel 2.6 trở lên.